# Spinnenkrieger
Spinnenkrieger (Originaltitel: The Warriors of Spider, 1988) ist ein Science-Fiction-Roman von W. Michael Gear. Die deutsche Ausgabe erschien 1993 im Heyne-Verlag (Heyne Science-Fiction & Fantasy #5045, ISBN 3-453-06616-2) und wurde übersetzt von Horst Pukallus. Es folgten zwei weitere Romane mit denselben Figuren: Spinnenfäden (1993, ISBN 3-453-06617-0, Orig.: The Way of Spider, 1989) und Spinnennetze (1993, ISBN 3-453-06618-9, Orig.: The Web of Spider, 1989).

## Handlung
Das erste Buch in der Spinnen-Trilogie wurde erstmals 1988 veröffentlicht. Die Geschichte spielt ungefähr 600 Jahre in der Zukunft, irgendwann zwischen 2600 und 2700. Dieses Buch enthält viele der Themen wie Gears Trilogie Forbidden Borders, nämlich einen Gott zu verehren und anzubeten.
Die Menschheit besteht aus Milliarden von Menschen, die auf einem relativ kleinen Gebiet der Milchstraße mit der Erde und mehreren anderen bewohnten Planeten verteilt sind. Die Mehrheit der Bevölkerung lebt auf riesigen Raumstationen, entweder im Orbit oder in beweglichen Stationen, die riesigen Raumschiffen ähneln. Über die Generationen hinweg trat eine Veränderung auf, die durch Schwerelosigkeitsbedingungen und Exposition gegenüber verschiedenen Strahlungsverhältnissen verursacht wurde.
Die meisten sind hellhäutig, dünn und haben einen leichten Knochenbau; Einige würden sterben, wenn sie der Schwerkraft ausgesetzt würden. Die Menschheit wird vom Direktorat regiert, einer Gruppe von drei gentechnisch veränderten Menschen, deren Veränderung darin besteht, dass sie sich mit dem Giga-Computerverbund verbinden können. Dieses Netzwerk enthält alle Informationen der Menschheit, dies hat dem Direktorat in den letzten 600 Jahren die vollständige Kontrolle über alle Informationen gegeben. Sie stoppten jeglichen Krieg und jede Religionsausübung und erzogen die Menschheit zu meist gehorsamen Feiglingen. Ihre Entscheidungen wurden nie angezweifelt.
Vor dieser 600-jährigen Periode regierte die Sowjetunion die Menschheit, nachdem sie Nordamerika erobert hatte. Die Indianerstämme, verärgert darüber, dass sich die Position der Reservate nicht geändert hatte, wehrten sich gegen die Sowjets und waren so erfolgreich, dass sie alle auf ein riesiges Gefängnisschiff verladen und zusammen mit anderen Rebellen lateinamerikanischer und weißer Abstammung in den Weltraum deportiert wurden – eine Bevölkerung von über 5.000, die ausschließlich aus Menschen besteht, die den Willen haben zu überleben. Das Schiff stürzt auf einen Planeten, den sie Welt nennen. 600 Jahre später haben sich die Überlebenden in vielen verschiedenen Clans organisiert, die zwei deutlich unterschiedliche und gegensätzliche Völker umfassen, die Spinnen und die Santos. Ihre kulturelle Herkunft basiert hauptsächlich auf den amerikanischen Ureinwohnern, mit großen Gewehren, die aus Metall des zerstörten Gefängnisschiffs handgeschmiedet sind. Sie haben sich gegen eine heimische Tierart, die sie "Bären" nennen zu wehren. Das "Bär" genannte Tier ähnelt einer Drachen-Tintenfisch-Kombination mit zwei Stacheln, die sich an der Basis verbinden, und Fangarmen auf jeder Seite mit Saugnäpfen, womit er seine Beute packt.
Das Direktorat nimmt versehentlich einige Funkübertragungen der Welt auf, da die Krieger Funkgeräte verwenden. Sie senden eine Patrouille aus, einer Kombination aus Militär und Polizei, die unter der Leitung des Direktorats allerdings seit über 200 Jahren keine gewaltsamen Konflikte mehr zu lösen hatte. Sie kommen auf der Welt an in der Erwartung, dass zivilisierte Menschen aufgrund ihrer fehlenden Kampferfahrung kaum überleben, wie es bei den meisten anderen Stationen oder Kolonien der Fall war. Die einheimischen Krieger sind im Gegenteil wilde Kämpfer, die der Tradition der amerikanischen Ureinwohner folgen, getötete Feinde zu skalpieren. Diese Trophäen dienen als Beweis dafür, wie viele Feinde sie getötet haben.
Die Patrouille versucht dann, die Romananer zu erobern. Dies ist der Name, den sie den Nachkommen des abgestürzten Sternenschiffs, Nikolai Romanan, gaben. Sie müssen allerdings feststellen, dass diese Eingeborenen nicht kampflos untergehen. So die Spinnen, die glauben, Spinne sei der Name ihres Gottes. Dazu die Santos, einer Mischung aus christlichen und mexikanischen Überzeugungen, die ihren Gott Haysoos nennen. Bei beiden Stämmen dreht sich alles um Kriegsführung. Ihrer Interpretation nach sagt der jeweilige Gott ihnen, was sie tun sollen.

## Die Trilogie
Übersetzt von Horst Pukallus.
- 0 The Artifact, DAW Books, 1990, ISBN 0-88677-406-3
- 1 The Warriors of Spider, DAW Books, 1988, ISBN 0-88677-287-7
  - Spinnenkrieger, Heyne Science-Fiction & Fantasy #5045, 1993, ISBN 3-453-06616-2
- 2 The Way of Spider, DAW Books, 1989, ISBN 0-88677-318-0
  - Spinnenfäden, Heyne Science-Fiction & Fantasy #5046, 1993, ISBN 3-453-06617-0
- 3 The Web of Spider, DAW Books, 1989, ISBN 0-88677-356-3
  - Spinnennetze, Heyne Science-Fiction & Fantasy #5047, 1993, ISBN 3-453-06618-9